# آلخاندرو ایتوربه
آلخاندرو ایتوربه (اسپانیایی: Alejandro Iturbe‎؛ زادهٔ ۲ سپتامبر ۲۰۰۳) بازیکن فوتبال اهل اسپانیا است.
وی همچنین در تیم‌های ملی فوتبال زیر ۱۷ سال اسپانیا، زیر ۱۹ سال اسپانیا، زیر ۲۱ سال اسپانیا، و زیر ۲۳ سال اسپانیا بازی کرده است.
وی در مسابقات کشوری و بین‌المللی در مجموع برندهٔ ۱ مدال طلا شده است.